# Chariots of Fire (álbum)
Chariots of Fire é uma banda sonora do músico grego Vangelis, feita para o filme britânico Chariots of Fire, (Brasil: Carruagens de fogo / Portugal: Momentos de glória), lançado em 1981. O álbum ganhou o Oscar de melhor banda sonora em 1982. Este filme retrata a preparação dos britânicos para os Jogos Olímpicos de Verão de 1924.
| Críticas profissionais                                                      | Críticas profissionais |
| Avaliações da crítica                                                       | Avaliações da crítica  |
| Fonte                                                                       | Avaliação              |
| --------------------------------------------------------------------------- | ---------------------- |
| Allmusic                                                                    | [ 2 ]                  |
| Esta tabela precisa de ser acompanhada por texto em prosa. Consulte o guia. |                        |

## Faixas
1. "Titles" – 3:33
2. "Five Circles" – 5:20
3. "Abraham's Theme" – 3:20
4. "Eric's Theme" – 4:18
5. "100 Metres" – 2:04
6. "Jerusalem" – 2:47
7. "Chariots of Fire" – 20:41

## Desempenho nas paradas

### Álbum
| Paradas (1982) | Melhor posição. |
| -------------- | --------------- |
| Billboard 200  | 1               |

### Singles
| Ano  | Single             | Parada             | Posição. |
| ---- | ------------------ | ------------------ | -------- |
| 1982 | "Titles"           | Billboard Hot 100  | 1        |
| 1982 | "Chariots of Fire" | Adult Contemporary | 1        |